# Campeonato de Primera División C 1968 (Argentina)
El Campeonato de Primera División C 1968 fue la trigésima cuarta temporada del certamen de la tercera categoría del fútbol argentino. Se disputó entre el 23 de marzo y el 19 de octubre de 1968.
Los nuevos participantes fueron Talleres (RE), Central Córdoba (R) y El Porvenir, descendidos de la Primera B 1967 y Macabi, campeón de la Primera Aficionados 1967.
El certamen consagró campeón por primera vez a Comunicaciones, aunque el título de campeón no otorgaba ascenso. De hecho, Comunicaciones ya había ascendido el año anterior por medio del Torneo Reclasificación, pero no pudo promocionar debido a que los estatutos del club lo impedían. Al no haber modificado dichos estatutos y mantenerse la imposibilidad de ascender, ni siquiera disputó el Torneo Reclasificación de esta temporada, mediante el cual el único equipo que obtuvo el ascenso fue El Porvenir.

## Ascensos y descensos
| Pos. | Ascendidos de la Primera C 1967 |
| ---- | ------------------------------- |
| 1º   | Liniers                         |

| Pos. | Descendidos de la Primera B 1967 |
| ---- | -------------------------------- |
| 6º   | Talleres (RE)                    |
| 7º   | Central Córdoba (R)              |
| 9º   | El Porvenir                      |

| Pos. | Ascendidos de la Primera D 1967 |
| ---- | ------------------------------- |
| 1º   | Macabi                          |

| Pos. | Descendidos de la Primera C 1967 |
| ---- | -------------------------------- |
| 3º   | Porteño AC                       |
| 4º   | Luján                            |
| 5º   | Sacachispas                      |

## Formato
Los equipos se dividieron en dos zonas, enfrentándose en cada una bajo el sistema de todos contra todos a dos ruedas.
Los equipos con mayor puntaje de cada zona disputaron una final para definir al campeón, el cual de todas maneras no obtendría el ascenso. A su vez, tanto estos dos equipos como los segundos de cada zona se clasificaban a un Torneo Reclasificatorio con equipos de la Primera B para obtener el ascenso.
Los equipos que finalizaron entre el 3° y el 6° puesto de cada zona clasificaron a un Torneo Promocional, que no otorgaba ni ascensos ni descensos.
Por último, los equipos que finalizaron en los últimos tres lugares de cada zona debieron disputar un Torneo Reclasificatorio para mantener la categoría

## Equipos participantes
| Equipo                   | Ciudad               | Estadio                     |
| ------------------------ | -------------------- | --------------------------- |
| Arsenal de Llavallol     | Llavallol            | Arsenal de Llavallol        |
| Barracas Central         | Buenos Aires         | Olavarría y Luna            |
| Brown de Adrogué         | Adrogué              | Brown de Adrogué            |
| Central Córdoba (R)      | Rosario              | Central Córdoba (R)         |
| Colegiales               | Munro                | Malaver y Posadas           |
| Comunicaciones           | Buenos Aires         | Comunicaciones              |
| Defensores de Cambaceres | Ensenada             | Camino Rivadavia y Quintana |
| Deportivo Riestra        | Buenos Aires         | Riestra y Lacarra           |
| El Porvenir              | Gerli                | La Estancia                 |
| Fénix                    | Buenos Aires         | Concepción Arenal           |
| Flandria                 | Jáuregui             | Carlos V                    |
| J.J. Urquiza             | Caseros              | Kelsey y Bonifacini         |
| Leandro N. Alem          | General Rodríguez    | Leandro N. Alem             |
| Luz y Fuerza             | Ituzaingó            | Luz y Fuerza                |
| Macabi                   | Buenos Aires         | No posee                    |
| Sportivo Palermo         | Buenos Aires         | No posee                    |
| Talleres (RE)            | Remedios de Escalada | Timote y Castro             |

### Distribución geográfica de los equipos
| Región                                   | Cant. | Equipos |
| ---------------------------------------- | ----- | --- |
| Conurbano bonaerense                     | 7     | Arsenal de Llavallol, Brown de Adrogué, Colegiales, El Porvenir, J.J Urquiza, Luz y Fuerza y Talleres (RE) |
| Ciudad de Buenos Aires                   | 6     | Barracas Central, Comunicaciones, Deportivo Riestra, Fénix, Macabi y Sportivo Palermo                      |
| Interior de la provincia de Buenos Aires | 2     | Flandria y Leandro N. Alem                                                                                 |
| Gran La Plata                            | 1     | Defensores de Cambaceres                                                                                   |
| Ciudad de Rosario                        | 1     | Central Córdoba (R)                                                                                        |

## Tabla de posiciones

### Zona A
| Pos. | Equipo              | Pts. | PJ | PG | PE | PP | GF | GC | Dif. |
| ---- | ------------------- | ---- | -- | -- | -- | -- | -- | -- | ---- |
| 1.º  | J.J. Urquiza        | 22   | 14 | 9  | 4  | 1  | 31 | 13 | 18   |
| 2.º  | Colegiales          | 21   | 14 | 8  | 5  | 1  | 36 | 9  | 27   |
| 3.º  | Central Córdoba (R) | 18   | 14 | 7  | 4  | 3  | 27 | 12 | 15   |
| 4.º  | Flandria            | 16   | 14 | 6  | 4  | 4  | 23 | 19 | 4    |
| 5.º  | Leandro N. Alem     | 15   | 14 | 5  | 5  | 4  | 16 | 19 | −3   |
| 6.º  | Luz y Fuerza        | 9    | 14 | 2  | 5  | 7  | 11 | 33 | −22  |
| 7.º  | Macabi              | 7    | 14 | 1  | 5  | 8  | 13 | 24 | −11  |
| 8.º  | Sportivo Palermo    | 4    | 14 | 1  | 2  | 11 | 12 | 40 | −28  |

|  | Disputó la final por el campeonato y clasificó al Torneo Reclasificatorio para ascender a la Primera B |
|  | Clasificó al Torneo Reclasificatorio para ascender a la Primera B                                      |
|  | Disputó el Torneo Promocional                                                                          |
|  | Debió disputar el Torneo Reclasificatorio para evitar el descenso a la Primera D                       |

### Zona B
| Pos. | Equipo                   | Pts. | PJ | PG | PE | PP | GF | GC | Dif. |
| ---- | ------------------------ | ---- | -- | -- | -- | -- | -- | -- | ---- |
| 1.º  | Comunicaciones           | 22   | 16 | 7  | 8  | 1  | 20 | 10 | 10   |
| 2.º  | El Porvenir              | 20   | 16 | 7  | 6  | 3  | 22 | 10 | 12   |
| 3.º  | Fénix                    | 19   | 16 | 7  | 5  | 4  | 23 | 18 | 5    |
| 4.º  | Defensores de Cambaceres | 15   | 16 | 6  | 3  | 7  | 23 | 29 | −6   |
| 5.º  | Talleres (RE)            | 14   | 16 | 6  | 6  | 4  | 22 | 18 | 4    |
| 6.º  | Arsenal de Llavallol     | 14   | 16 | 5  | 4  | 7  | 23 | 25 | −2   |
| 7.º  | Barracas Central         | 14   | 16 | 4  | 6  | 6  | 15 | 20 | −5   |
| 8.º  | Brown de Adrogué         | 13   | 16 | 3  | 7  | 6  | 19 | 22 | −3   |
| 9.º  | Deportivo Riestra        | 9    | 16 | 2  | 5  | 9  | 19 | 34 | −15  |

|  | Disputó la final por el campeonato                                               |
|  | Clasificó al Torneo Reclasificatorio para ascender a la Primera B                |
|  | Disputó el Torneo Promocional                                                    |
|  | Debió disputar el Torneo Reclasificatorio para evitar el descenso a la Primera D |

## Resultados

### Zona A
| Macabi           | 1 - 2 | J.J. Urquiza        | Atlanta          | 23 de marzo |
| Sportivo Palermo | 0 - 1 | Flandria            | Sportivo Palermo | 23 de marzo |
| Luz y Fuerza     | 1 - 1 | Central Córdoba (R) | Luz y Fuerza     | 23 de marzo |
| Leandro N. Alem  | 1 - 1 | Colegiales          | Leandro N. Alem  | 24 de marzo |

| Colegiales          | 4 - 0 | Macabi           | Malaver y Posadas    | 30 de marzo |
| Central Córdoba (R) | 1 - 2 | Flandria         | Parque Independencia | 30 de marzo |
| J.J. Urquiza        | 5 - 1 | Luz y Fuerza     | Estudiantes (BA)     | 30 de marzo |
| Leandro N. Alem     | 2 - 1 | Sportivo Palermo | Leandro N. Alem      | 31 de marzo |

| Sportivo Palermo | 0 - 1 | Central Córdoba (R) | Pampa y Miñones | 6 de abril |
| Luz y Fuerza     | 0 - 1 | Colegiales          | Luz y Fuerza    | 6 de abril |
| Macabi           | 1 - 2 | Leandro N. Alem     | Atlanta         | 6 de abril |
| Flandria         | 1 - 1 | J.J. Urquiza        | Carlos V        | 7 de abril |

| Colegiales      | 3 - 2 | Flandria            | Malaver y Posadas | 13 de abril |
| J.J. Urquiza    | 1 - 0 | Central Córdoba (R) | Estudiantes (BA)  | 13 de abril |
| Macabi          | 1 - 1 | Sportivo Palermo    | Atlanta           | 13 de abril |
| Leandro N. Alem | 3 - 0 | Luz y Fuerza        | Leandro N. Alem   | 14 de abril |

| Central Córdoba (R) | 1 - 0 | Colegiales      | Parque Independencia | 20 de abril |
| Sportivo Palermo    | 0 - 4 | J.J. Urquiza    | Pampa y Miñones      | 20 de abril |
| Flandria            | 0 - 0 | Leandro N. Alem | Carlos V             | 20 de abril |
| Luz y Fuerza        | 1 - 1 | Macabi          | Luz y Fuerza         | 20 de abril |

| Colegiales      | 2 - 2 | J.J. Urquiza        | Malaver y Posadas | 27 de abril |
| Luz y Fuerza    | 2 - 0 | Sportivo Palermo    | Luz y Fuerza      | 27 de abril |
| Macabi          | 3 - 3 | Flandria            | Atlanta           | 27 de abril |
| Leandro N. Alem | 0 - 0 | Central Córdoba (R) | Leandro N. Alem   | 28 de abril |

| Sportivo Palermo    | 1 - 6 | Colegiales      | Nueva Chicago        | 4 de mayo |
| Central Córdoba (R) | 0 - 0 | Macabi          | Parque Independencia | 4 de mayo |
| J.J. Urquiza        | 6 - 2 | Leandro N. Alem | Estudiantes (BA)     | 4 de mayo |
| Flandria            | 3 - 0 | Luz y Fuerza    | Carlos V             | 5 de mayo |

| J.J. Urquiza        | 1 - 0 | Macabi           | Luz y Fuerza         | 25 de mayo |
| Central Córdoba (R) | 4 - 0 | Luz y Fuerza     | Parque Independencia | 25 de mayo |
| Colegiales          | 4 - 0 | Leandro N. Alem  | Malaver y Posadas    | 25 de mayo |
| Flandria            | 3 - 1 | Sportivo Palermo | Carlos V             | 26 de mayo |

| Macabi           | 0 - 1 | Colegiales          | Atlanta       | 1 de junio |
| Luz y Fuerza     | 0 - 0 | J.J. Urquiza        | Luz y Fuerza  | 1 de junio |
| Sportivo Palermo | 2 - 2 | Leandro N. Alem     | Nueva Chicago | 1 de junio |
| Flandria         | 2 - 4 | Central Córdoba (R) | Carlos V      | 2 de junio |

| Central Córdoba (R) | 7 - 2 | Sportivo Palermo | Parque Independencia | 8 de junio |
| Colegiales          | 9 - 0 | Luz y Fuerza     | Malaver y Posadas    | 8 de junio |
| J.J. Urquiza        | 2 - 1 | Flandria         | Estudiantes (BA)     | 8 de junio |
| Leandro N. Alem     | 1 - 0 | Macabi           | Leandro N. Alem      | 9 de junio |

| Central Córdoba (R) | 2 - 3 | J.J. Urquiza    | Parque Independencia | 15 de junio |
| Flandria            | 0 - 0 | Colegiales      | Carlos V             | 15 de junio |
| Luz y Fuerza        | 1 - 1 | Leandro N. Alem | Luz y Fuerza         | 15 de junio |
| Sportivo Palermo    | 1 - 3 | Macabi          | Estudiantes (BA)     | 15 de junio |

| Colegiales      | 1 - 1 | Central Córdoba (R) | Malaver y Posadas | 22 de junio |
| J.J. Urquiza    | 3 - 0 | Sportivo Palermo    | Tres de Febrero   | 22 de junio |
| Leandro N. Alem | 0 - 1 | Flandria            | Leandro N. Alem   | 22 de junio |
| Macabi          | 1 - 1 | Luz y Fuerza        | Atlanta           | 22 de junio |

| Central Córdoba (R) | 2 - 0 | Leandro N. Alem | Central Córdoba (R) | 29 de junio |
| Flandria            | 3 - 2 | Macabi          | Carlos V            | 29 de junio |
| J.J. Urquiza        | 1 - 1 | Colegiales      | Tres de Febrero     | 29 de junio |
| Sportivo Palermo    | 3 - 2 | Luz y Fuerza    | Comunicaciones      | 29 de junio |

| Colegiales      | 3 - 0 | Sportivo Palermo    | Malaver y Posadas | 6 de julio |
| Leandro N. Alem | 2 - 0 | J.J. Urquiza        | Leandro N. Alem   | 6 de julio |
| Luz y Fuerza    | 2 - 1 | Flandria            | Luz y Fuerza      | 6 de julio |
| Macabi          | 0 - 3 | Central Córdoba (R) | Atlanta           | 6 de julio |

### Zona B
| Brown de Adrogué  | 2 - 2 | Barracas Central         | Brown de Adrogué  | 23 de marzo |
| Comunicaciones    | 3 - 0 | Fénix                    | Comunicaciones    | 23 de marzo |
| Deportivo Riestra | 2 - 4 | Arsenal de Llavallol     | Riestra y Lacarra | 23 de marzo |
| Talleres (RE)     | 0 - 0 | Defensores de Cambaceres | Timote y Castro   | 23 de marzo |

| Defensores de Cambaceres | 3 - 1 | Deportivo Riestra | Camino Rivadavia y Quintana | 30 de marzo |
| Arsenal de Llavallol     | 2 - 3 | Comunicaciones    | Arsenal de Llavallol        | 30 de marzo |
| Fénix                    | 3 - 1 | Brown de Adrogué  | Concepción Arenal           | 30 de marzo |
| Barracas Central         | 1 - 0 | El Porvenir       | Olavarría y Luna            | 30 de marzo |

| El Porvenir       | 1 - 0 | Fénix                    | La Estancia       | 6 de abril |
| Brown de Adrogué  | 1 - 1 | Arsenal de Llavallol     | Brown de Adrogué  | 6 de abril |
| Comunicaciones    | 4 - 1 | Defensores de Cambaceres | Comunicaciones    | 6 de abril |
| Deportivo Riestra | 1 - 4 | Talleres (RE)            | Riestra y Lacarra | 6 de abril |

| Talleres (RE)            | 0 - 3 | Comunicaciones   | Timote y Castro             | 13 de abril |
| Defensores de Cambaceres | 2 - 1 | Brown de Adrogué | Camino Rivadavia y Quintana | 13 de abril |
| Arsenal de Llavallol     | 1 - 3 | El Porvenir      | Arsenal de Llavallol        | 13 de abril |
| Fénix                    | 4 - 1 | Barracas Central | Concepción Arenal           | 13 de abril |

| Barracas Central | 0 - 0 | Arsenal de Llavallol     | Olavarría y Luna | 20 de abril |
| El Porvenir      | 4 - 1 | Defensores de Cambaceres | La Estancia      | 20 de abril |
| Brown de Adrogué | 0 - 0 | Talleres (RE)            | Brown de Adrogué | 20 de abril |
| Comunicaciones   | 1 - 0 | Deportivo Riestra        | Comunicaciones   | 20 de abril |

| Deportivo Riestra        | 2 - 2 | Brown de Adrogué | Riestra y Lacarra           | 27 de abril |
| Talleres (RE)            | 1 - 1 | El Porvenir      | Los Andes                   | 27 de abril |
| Defensores de Cambaceres | 0 - 2 | Barracas Central | Camino Rivadavia y Quintana | 27 de abril |
| Arsenal de Llavallol     | 2 - 0 | Fénix            | Arsenal de Llavallol        | 27 de abril |

| Fénix            | 2 - 0 | Defensores de Cambaceres | Concepción Arenal | 4 de mayo |
| Barracas Central | 0 - 1 | Talleres (RE)            | Olavarría y Luna  | 4 de mayo |
| El Porvenir      | 2 - 0 | Deportivo Riestra        | La Estancia       | 4 de mayo |
| Brown de Adrogué | 0 - 0 | Comunicaciones           | Brown de Adrogué  | 4 de mayo |

| Comunicaciones           | 0 - 0 | El Porvenir          | Comunicaciones              | 11 de mayo |
| Deportivo Riestra        | 0 - 3 | Barracas Central     | Riestra y Lacarra           | 11 de mayo |
| Talleres (RE)            | 1 - 1 | Fénix                | Timote y Castro             | 11 de mayo |
| Defensores de Cambaceres | 2 - 1 | Arsenal de Llavallol | Camino Rivadavia y Quintana | 11 de mayo |

| Arsenal de Llavallol | 1 - 1 | Talleres (RE)     | Arsenal de Llavallol | 18 de mayo |
| Fénix                | 2 - 2 | Deportivo Riestra | Concepción Arenal    | 18 de mayo |
| Barracas Central     | 0 - 1 | Comunicaciones    | Olavarría y Luna     | 18 de mayo |
| El Porvenir          | 2 - 0 | Brown de Adrogué  | La Estancia          | 18 de mayo |

| Barracas Central         | 1 - 1 | Brown de Adrogué  | Olavarría y Luna            | 25 de mayo |
| Fénix                    | 0 - 1 | Comunicaciones    | Concepción Arenal           | 25 de mayo |
| Arsenal de Llavallol     | 1 - 0 | Deportivo Riestra | Arsenal de Llavallol        | 25 de mayo |
| Defensores de Cambaceres | 0 - 1 | Talleres (RE)     | Camino Rivadavia y Quintana | 25 de mayo |

| Deportivo Riestra | 2 - 4 | Defensores de Cambaceres | Riestra y Lacarra | 1 de junio |
| Comunicaciones    | 1 - 1 | Arsenal de Llavallol     | Comunicaciones    | 1 de junio |
| Brown de Adrogué  | 1 - 2 | Fénix                    | Brown de Adrogué  | 1 de junio |
| El Porvenir       | 1 - 1 | Barracas Central         | La Estancia       | 1 de junio |

| Fénix                    | 1 - 1 | El Porvenir       | Concepción Arenal           | 8 de junio |
| Arsenal de Llavallol     | 2 - 4 | Brown de Adrogué  | Arsenal de Llavallol        | 8 de junio |
| Defensores de Cambaceres | 3 - 0 | Comunicaciones    | Camino Rivadavia y Quintana | 8 de junio |
| Talleres (RE)            | 4 - 2 | Deportivo Riestra | Timote y Castro             | 8 de junio |

| Comunicaciones   | 1 - 1 | Talleres (RE)            | Comunicaciones   | 15 de junio |
| Brown de Adrogué | 4 - 1 | Defensores de Cambaceres | Brown de Adrogué | 15 de junio |
| El Porvenir      | 0 - 1 | Arsenal de Llavallol     | La Estancia      | 15 de junio |
| Barracas Central | 0 - 2 | Fénix                    | Olavarría y Luna | 15 de junio |

| Defensores de Cambaceres | 0 - 3   | El Porvenir      | Camino Rivadavia y Quintana | 22 de junio |
| Talleres (RE)            | 2 - 0   | Brown de Adrogué | Timote y Castro             | 22 de junio |
| Deportivo Riestra        | 0 - 0   | Comunicaciones   | Riestra y Lacarra           | 22 de junio |
| Arsenal de Llavallol     | PP - GP | Barracas Central | Arsenal de Llavallol        | 22 de junio |

| Brown de Adrogué | 1 - 2 | Deportivo Riestra        | Brown de Adrogué  | 29 de junio |
| El Porvenir      | 2 - 0 | Talleres (RE)            | La Estancia       | 29 de junio |
| Barracas Central | 1 - 1 | Defensores de Cambaceres | Olavarría y Luna  | 29 de junio |
| Fénix            | 2 - 1 | Arsenal de Llavallol     | Concepción Arenal | 29 de junio |

| Defensores de Cambaceres | 2 - 2 | Fénix            | Camino Rivadavia y Quintana | 6 de julio |
| Talleres (RE)            | 3 - 1 | Barracas Central | Timote y Castro             | 6 de julio |
| Deportivo Riestra        | 1 - 1 | El Porvenir      | Riestra y Lacarra           | 6 de julio |
| Comunicaciones           | 0 - 0 | Brown de Adrogué | Comunicaciones              | 6 de julio |

| El Porvenir          | 1 - 1 | Comunicaciones           | La Estancia          | 13 de julio |
| Barracas Central     | 1 - 3 | Deportivo Riestra        | Olavarría y Luna     | 13 de julio |
| Fénix                | 1 - 0 | Talleres (RE)            | Concepción Arenal    | 13 de julio |
| Arsenal de Llavallol | 1 - 3 | Defensores de Cambaceres | Arsenal de Llavallol | 13 de julio |

| Talleres (RE)     | 3 - 4 | Arsenal de Llavallol | Timote y Castro   | 20 de julio |
| Deportivo Riestra | 1 - 1 | Fénix                | Riestra y Lacarra | 20 de julio |
| Comunicaciones    | 1 - 1 | Barracas Central     | Comunicaciones    | 20 de julio |
| Brown de Adrogué  | 1 - 0 | El Porvenir          | Brown de Adrogué  | 20 de julio |

## Torneo de Reclasificación de Primera B

### Tabla de posiciones
| Pos. | Equipo             | Pts. | PJ | PG | PE | PP | GF | GC | Dif. |
| ---- | ------------------ | ---- | -- | -- | -- | -- | -- | -- | ---- |
| 1.º  | Almirante Brown    | 23   | 18 | 8  | 7  | 3  | 38 | 19 | 19   |
| 2.º  | El Porvenir        | 23   | 18 | 9  | 5  | 4  | 34 | 22 | 12   |
| 3.º  | San Telmo          | 23   | 18 | 9  | 5  | 4  | 26 | 15 | 11   |
| 4.º  | Dock Sud           | 22   | 18 | 9  | 4  | 5  | 30 | 23 | 7    |
| 5.º  | Villa Dálmine      | 21   | 18 | 8  | 5  | 5  | 33 | 24 | 9    |
| 6.º  | Sportivo Italiano  | 15   | 18 | 5  | 5  | 8  | 25 | 31 | −6   |
| 7.º  | J.J. Urquiza       | 15   | 18 | 5  | 5  | 8  | 24 | 40 | −16  |
| 8.º  | Sarmiento de Junín | 14   | 18 | 4  | 6  | 8  | 16 | 22 | −6   |
| 9.º  | Colegiales         | 13   | 18 | 4  | 5  | 9  | 20 | 30 | −10  |
| 10.º | Fénix              | 11   | 18 | 4  | 3  | 11 | 14 | 34 | −20  |

|  | Permaneció en la Primera B |
|  | Permaneció en la Primera C |
|  | Ascendió a la Primera B    |
|  | Descendió a la Primera C   |

### Resultados
| Villa Dálmine      | 1 - 1 | San Telmo    | El Coliseo de Mitre y Puccini | 3 de agosto |
| Sportivo Italiano  | 1 - 4 | Dock Sud     | Ferro Carril Oeste            | 3 de agosto |
| Almirante Brown    | 1 - 1 | El Porvenir  | Gaona y General Paz           | 3 de agosto |
| Fénix              | 1 - 1 | J.J. Urquiza | Concepción Arenal             | 3 de agosto |
| Sarmiento de Junín | 0 - 0 | Colegiales   | Eva Perón                     | 3 de agosto |

| Sarmiento de Junín | 0 - 2 | Fénix             | Eva Perón         | 10 de agosto |
| Colegiales         | 2 - 3 | Villa Dálmine     | Malaver y Posadas | 10 de agosto |
| San Telmo          | 2 - 1 | Sportivo Italiano | Isla Maciel       | 10 de agosto |
| Dock Sud           | 3 - 2 | Almirante Brown   | El Viaducto       | 10 de agosto |
| El Porvenir        | 4 - 0 | J.J. Urquiza      | La Estancia       | 10 de agosto |

| Fénix             | 0 - 4 | El Porvenir        | Chacarita Juniors             | 17 de agosto |
| J.J. Urquiza      | 1 - 1 | Dock Sud           | Kelsey y Bonifacini           | 17 de agosto |
| Almirante Brown   | 3 - 0 | San Telmo          | Gaona y General Paz           | 17 de agosto |
| Sportivo Italiano | 3 - 1 | Colegiales         | Ferro Carril Oeste            | 17 de agosto |
| Villa Dálmine     | 2 - 1 | Sarmiento de Junín | El Coliseo de Mitre y Puccini | 17 de agosto |

| Villa Dálmine      | 3 - 2 | Fénix             | El Coliseo de Mitre y Puccini | 24 de agosto |
| Colegiales         | 1 - 4 | Almirante Brown   | Malaver y Posadas             | 24 de agosto |
| San Telmo          | 3 - 0 | J.J. Urquiza      | Isla Maciel                   | 24 de agosto |
| Dock Sud           | 3 - 1 | El Porvenir       | El Viaducto                   | 24 de agosto |
| Sarmiento de Junín | 1 - 1 | Sportivo Italiano | Eva Perón                     | 24 de agosto |

| Fénix             | 2 - 1 | Dock Sud           | Concepción Arenal   | 31 de agosto     |
| J.J. Urquiza      | 1 - 1 | Colegiales         | Kelsey y Bonifacini | 31 de agosto     |
| Almirante Brown   | 4 - 4 | Sarmiento de Junín | Presidente Perón    | 31 de agosto     |
| Sportivo Italiano | 2 - 1 | Villa Dálmine      | Ferro Carril Oeste  | 31 de agosto     |
| El Porvenir       | 3 - 1 | San Telmo          | La Estancia         | 11 de septiembre |

| Sportivo Italiano  | 0 - 1 | Fénix           | Ferro Carril Oeste            | 7 de septiembre |
| Villa Dálmine      | 0 - 3 | Almirante Brown | El Coliseo de Mitre y Puccini | 7 de septiembre |
| Colegiales         | 3 - 1 | El Porvenir     | Malaver y Posadas             | 7 de septiembre |
| San Telmo          | 0 - 0 | Dock Sud        | Isla Maciel                   | 7 de septiembre |
| Sarmiento de Junín | 2 - 1 | J.J. Urquiza    | Eva Perón                     | 7 de septiembre |

| Fénix           | 0 - 0 | San Telmo          | Concepción Arenal   | 14 de septiembre |
| Dock Sud        | 1 - 0 | Colegiales         | El Viaducto         | 14 de septiembre |
| El Porvenir     | 2 - 0 | Sarmiento de Junín | La Estancia         | 14 de septiembre |
| J.J. Urquiza    | 2 - 1 | Villa Dálmine      | Estudiantes (BA)    | 14 de septiembre |
| Almirante Brown | 3 - 0 | Sportivo Italiano  | Gaona y General Paz | 14 de septiembre |

| Almirante Brown    | 3 - 0 | Fénix        | Gaona y General Paz           | 21 de septiembre |
| Sportivo Italiano  | 3 - 3 | J.J. Urquiza | Ferro Carril Oeste            | 21 de septiembre |
| Villa Dálmine      | 2 - 2 | El Porvenir  | El Coliseo de Mitre y Puccini | 21 de septiembre |
| Colegiales         | 1 - 1 | San Telmo    | Malaver y Posadas             | 21 de septiembre |
| Sarmiento de Junín | 1 - 2 | Dock Sud     | Eva Perón                     | 21 de septiembre |

| Fénix        | 2 - 0 | Colegiales         | Concepción Arenal | 28 de septiembre |
| San Telmo    | 2 - 0 | Sarmiento de Junín | Isla Maciel       | 28 de septiembre |
| Dock Sud     | 1 - 0 | Villa Dálmine      | El Viaducto       | 28 de septiembre |
| El Porvenir  | 1 - 0 | Sportivo Italiano  | La Estancia       | 28 de septiembre |
| J.J. Urquiza | 1 - 1 | Almirante Brown    | Estudiantes (BA)  | 28 de septiembre |

| San Telmo    | 1 - 1 | Villa Dálmine      | Isla Maciel         | 12 de octubre |
| Dock Sud     | 2 - 0 | Sportivo Italiano  | De Los Inmigrantes  | 12 de octubre |
| El Porvenir  | 0 - 0 | Almirante Brown    | La Estancia         | 12 de octubre |
| J.J. Urquiza | 2 - 1 | Fénix              | Kelsey y Bonifacini | 12 de octubre |
| Colegiales   | 1 - 0 | Sarmiento de Junín | Malaver y Posadas   | 12 de octubre |

| Fénix             | 0 - 2 | Sarmiento de Junín | Concepción Arenal             | 19 de octubre |
| Villa Dálmine     | 2 - 1 | Colegiales         | El Coliseo de Mitre y Puccini | 19 de octubre |
| Sportivo Italiano | 2 - 0 | San Telmo          | Ferro Carril Oeste            | 19 de octubre |
| Almirante Brown   | 2 - 5 | Dock Sud           | Gaona y General Paz           | 19 de octubre |
| J.J. Urquiza      | 2 - 6 | El Porvenir        | Estudiantes (BA)              | 19 de octubre |

| El Porvenir        | 1 - 0 | Fénix             | La Estancia       | 26 de octubre |
| Dock Sud           | 4 - 3 | J.J. Urquiza      | El Viaducto       | 26 de octubre |
| San Telmo          | 2 - 0 | Almirante Brown   | Isla Maciel       | 26 de octubre |
| Colegiales         | 2 - 2 | Sportivo Italiano | Malaver y Posadas | 26 de octubre |
| Sarmiento de Junín | 1 - 0 | Villa Dálmine     | Eva Perón         | 26 de octubre |

| Fénix             | 0 - 3 | Villa Dálmine      | Concepción Arenal   | 2 de noviembre |
| Almirante Brown   | 3 - 1 | Colegiales         | Gaona y General Paz | 2 de noviembre |
| J.J. Urquiza      | 2 - 1 | San Telmo          | Estudiantes (BA)    | 2 de noviembre |
| El Porvenir       | 1 - 0 | Dock Sud           | La Estancia         | 2 de noviembre |
| Sportivo Italiano | 0 - 2 | Sarmiento de Junín | Ferro Carril Oeste  | 2 de noviembre |

| Dock Sud           | 1 - 1 | Fénix             | El Viaducto                   | 9 de noviembre |
| San Telmo          | 2 - 1 | El Porvenir       | Isla Maciel                   | 9 de noviembre |
| Colegiales         | 0 - 2 | J.J. Urquiza      | Malaver y Posadas             | 9 de noviembre |
| Sarmiento de Junín | 0 - 0 | Almirante Brown   | Eva Perón                     | 9 de noviembre |
| Villa Dálmine      | 3 - 3 | Sportivo Italiano | El Coliseo de Mitre y Puccini | 9 de noviembre |

| Fénix           | 1 - 2 | Sportivo Italiano  | Concepción Arenal   | 16 de noviembre |
| Almirante Brown | 0 - 0 | Villa Dálmine      | Gaona y General Paz | 16 de noviembre |
| El Porvenir     | 2 - 2 | Colegiales         | La Estancia         | 16 de noviembre |
| Dock Sud        | 0 - 2 | San Telmo          | El Viaducto         | 16 de noviembre |
| J.J. Urquiza    | 2 - 0 | Sarmiento de Junín | Estudiantes (BA)    | 16 de noviembre |

| San Telmo          | 5 - 0 | Fénix           | Isla Maciel                   | 23 de noviembre |
| Colegiales         | 2 - 0 | Dock Sud        | Malaver y Posadas             | 23 de noviembre |
| Sarmiento de Junín | 2 - 2 | El Porvenir     | Eva Perón                     | 23 de noviembre |
| Villa Dálmine      | 4 - 0 | J.J. Urquiza    | El Coliseo de Mitre y Puccini | 23 de noviembre |
| Sportivo Italiano  | 1 - 1 | Almirante Brown | Ferro Carril Oeste            | 23 de noviembre |

| Fénix        | 0 - 4 | Almirante Brown    | Concepción Arenal | 30 de noviembre |
| J.J. Urquiza | 1 - 3 | Sportivo Italiano  | Estudiantes (BA)  | 30 de noviembre |
| El Porvenir  | 0 - 3 | Villa Dálmine      | La Estancia       | 30 de noviembre |
| San Telmo    | 2 - 0 | Colegiales         | Isla Maciel       | 30 de noviembre |
| Dock Sud     | 0 - 0 | Sarmiento de Junín | El Viaducto       | 30 de noviembre |

| Colegiales         | 2 - 1 | Fénix        | Malaver y Posadas             | 7 de diciembre |
| Sarmiento de Junín | 0 - 1 | San Telmo    | Eva Perón                     | 7 de diciembre |
| Villa Dálmine      | 4 - 2 | Dock Sud     | El Coliseo de Mitre y Puccini | 7 de diciembre |
| Sportivo Italiano  | 1 - 2 | El Porvenir  | Ferro Carril Oeste            | 7 de diciembre |
| Almirante Brown    | 4 - 0 | J.J. Urquiza | Gaona y General Paz           | 7 de diciembre |

## Torneo Promocional

### Zona A

#### Tabla de posiciones
| Pos. | Equipo              | Pts. | PJ | PG | PE | PP | GF | GC | Dif. |
| ---- | ------------------- | ---- | -- | -- | -- | -- | -- | -- | ---- |
| 1.º  | Central Córdoba (R) | 9    | 6  | 3  | 3  | 0  | 16 | 5  | 11   |
| 2.º  | Leandro N. Alem     | 6    | 6  | 1  | 4  | 1  | 10 | 13 | −3   |
| 3.º  | Flandria            | 3    | 6  | 0  | 3  | 3  | 6  | 14 | −8   |

|  | Clasificó a las semifinales |

#### Resultados
| Flandria | 2 - 2 | Leandro N. Alem | Carlos V | 3 de agosto |

| Central Córdoba (R) | 5 - 0 | Flandria | Central Córdoba (R) | 10 de agosto |

| Leandro N. Alem | 2 - 2 | Central Córdoba (R) | Leandro N. Alem | 18 de agosto |

| Leandro N. Alem | 2 - 1 | Flandria | Leandro N. Alem | 24 de agosto |

| Flandria | 1 - 1 | Central Córdoba (R) | Carlos V | 31 de agosto |

| Central Córdoba (R) | 4 - 0 | Leandro N. Alem | Central Córdoba (R) | 7 de septiembre |

| Flandria | 2 - 2 | Leandro N. Alem | Porteño | 14 de septiembre |

| Central Córdoba (R) | 2 - 0 | Flandria | Parque Independencia | 21 de septiembre |

| Leandro N. Alem | 2 - 2 | Central Córdoba (R) | Porteño | 28 de septiembre |

### Zona B

#### Tabla de posiciones
| Pos. | Equipo                   | Pts. | PJ | PG | PE | PP | GF | GC | Dif. |
| ---- | ------------------------ | ---- | -- | -- | -- | -- | -- | -- | ---- |
| 1.º  | Talleres (RE)            | 12   | 9  | 3  | 6  | 0  | 21 | 11 | 10   |
| 2.º  | Arsenal de Llavallol     | 11   | 9  | 4  | 3  | 2  | 15 | 16 | −1   |
| 3.º  | Comunicaciones           | 8    | 9  | 2  | 4  | 3  | 16 | 13 | 3    |
| 4.º  | Defensores de Cambaceres | 5    | 9  | 1  | 3  | 5  | 8  | 20 | −12  |

|  | Clasificó a las semifinales |

#### Resultados
| Comunicaciones           | 1 - 1 | Talleres (RE)        | Comunicaciones              | 3 de agosto |
| Defensores de Cambaceres | 1 - 2 | Arsenal de Llavallol | Camino Rivadavia y Quintana | 3 de agosto |

| Talleres (RE)        | 5 - 1 | Defensores de Cambaceres | Timote y Castro      | 10 de agosto |
| Arsenal de Llavallol | 1 - 0 | Comunicaciones           | Arsenal de Llavallol | 10 de agosto |

| Comunicaciones       | 5 - 0 | Defensores de Cambaceres | Comunicaciones       | 17 de agosto |
| Arsenal de Llavallol | 1 - 1 | Talleres (RE)            | Arsenal de Llavallol | 17 de agosto |

| Talleres (RE)        | 3 - 3 | Comunicaciones           | Brown de Adrogué     | 24 de agosto |
| Arsenal de Llavallol | 3 - 1 | Defensores de Cambaceres | Arsenal de Llavallol | 24 de agosto |

| Comunicaciones           | 2 - 2 | Arsenal de Llavallol | Comunicaciones              | 31 de agosto |
| Defensores de Cambaceres | 1 - 1 | Talleres (RE)        | Camino Rivadavia y Quintana | 31 de agosto |

| Defensores de Cambaceres | 2 - 1 | Comunicaciones       | Camino Rivadavia y Quintana | 7 de septiembre |
| Talleres (RE)            | 3 - 1 | Arsenal de Llavallol | Timote y Castro             | 7 de septiembre |

| Comunicaciones           | 1 - 1 | Talleres (RE)        | Arsenal de Llavallol | 14 de septiembre |
| Defensores de Cambaceres | 1 - 1 | Arsenal de Llavallol | Timote y Castro      | 14 de septiembre |

| Talleres (RE)        | 1 - 1 | Defensores de Cambaceres | Arsenal de Llavallol | 21 de septiembre |
| Arsenal de Llavallol | 3 - 2 | Comunicaciones           | Timote y Castro      | 21 de septiembre |

| Comunicaciones       | 1 - 0 | Defensores de Cambaceres | Brown de Adrogué | 28 de septiembre |
| Arsenal de Llavallol | 1 - 5 | Talleres (RE)            | Comunicaciones   | 28 de septiembre |

### Semifinales
| Talleres (RE) | 4 - 0 | Leandro N. Alem | Olavarría y Luna | 12 de octubre |

| Central Córdoba (R) | 4 - 2 | Arsenal de Llavallol | Comunicaciones | 12 de octubre |

### Final
| Central Córdoba (R)                            | 3 - 0 | Talleres (RE) | Almagro | 19 de octubre |
| Central Córdoba (R) ganó el Torneo Promocional |       |               |         |               |

## Torneo de Reclasificación de Primera C

### Tabla de posiciones
| Pos. | Equipo            | Pts. | PJ | PG | PE | PP | GF | GC | Dif. |
| ---- | ----------------- | ---- | -- | -- | -- | -- | -- | -- | ---- |
| 1.º  | Luz y Fuerza      | 16   | 10 | 6  | 4  | 0  | 18 | 5  | 13   |
| 2.º  | Brown de Adrogué  | 15   | 10 | 6  | 3  | 1  | 34 | 11 | 23   |
| 3.º  | Deportivo Riestra | 12   | 10 | 4  | 4  | 2  | 15 | 15 | 0    |
| 4.º  | Macabi            | 7    | 10 | 3  | 1  | 6  | 10 | 20 | −10  |
| 5.º  | Sportivo Palermo  | 5    | 10 | 1  | 3  | 6  | 14 | 27 | −13  |
| 6.º  | Barracas Central  | 5    | 10 | 1  | 3  | 6  | 9  | 22 | −13  |

|  | Mantuvo la categoría                                                                                                |
|  | Inicialmente descendieron a la Primera D. Con la anulación de los descensos posteriormente mantuvieron la categoría |

### Resultados
| Sportivo Palermo  | 2 - 2 | Brown de Adrogué | Temperley         | 3 de agosto |
| Deportivo Riestra | 2 - 2 | Barracas Central | Riestra y Lacarra | 3 de agosto |
| Luz y Fuerza      | 4 - 0 | Macabi           | Luz y Fuerza      | 3 de agosto |

| Barracas Central  | 1 - 3 | Luz y Fuerza     | Olavarría y Luna  | 10 de agosto |
| Macabi            | 1 - 2 | Brown de Adrogué | Atlanta           | 10 de agosto |
| Deportivo Riestra | 1 - 0 | Sportivo Palermo | Riestra y Lacarra | 10 de agosto |

| Luz y Fuerza     | 1 - 1 | Deportivo Riestra | Luz y Fuerza      | 17 de agosto |
| Brown de Adrogué | 2 - 0 | Barracas Central  | Brown de Adrogué  | 17 de agosto |
| Sportivo Palermo | 1 - 3 | Macabi            | Riestra y Lacarra | 17 de agosto |

| Luz y Fuerza      | 2 - 0 | Sportivo Palermo | Luz y Fuerza      | 24 de agosto |
| Deportivo Riestra | 5 - 3 | Brown de Adrogué | Riestra y Lacarra | 24 de agosto |
| Barracas Central  | 1 - 0 | Macabi           | Olavarría y Luna  | 24 de agosto |

| Brown de Adrogué | 0 - 0 | Luz y Fuerza      | Brown de Adrogué | 31 de agosto    |
| Sportivo Palermo | 1 - 1 | Barracas Central  | Timote y Castro  | 31 de agosto    |
| Macabi           | 1 - 1 | Deportivo Riestra | Atlanta          | 7 de septiembre |

| Macabi           | 0 - 1 | Luz y Fuerza      | Atlanta          | 14 de septiembre |
| Barracas Central | 0 - 1 | Deportivo Riestra | Olavarría y Luna | 14 de septiembre |
| Brown de Adrogué | 7 - 0 | Sportivo Palermo  | Brown de Adrogué | 14 de septiembre |

| Sportivo Palermo | 2 - 3 | Deportivo Riestra | Comunicaciones   | 21 de septiembre |
| Brown de Adrogué | 6 - 1 | Macabi            | Brown de Adrogué | 21 de septiembre |
| Luz y Fuerza     | 1 - 0 | Barracas Central  | Luz y Fuerza     | 21 de septiembre |

| Deportivo Riestra | 1 - 1 | Luz y Fuerza     | Riestra y Lacarra | 28 de septiembre |
| Barracas Central  | 1 - 8 | Brown de Adrogué | Olavarría y Luna  | 28 de septiembre |
| Macabi            | 1 - 4 | Sportivo Palermo | Atlanta           | 28 de septiembre |

| Brown de Adrogué | 3 - 0 | Deportivo Riestra | Brown de Adrogué  | 12 de octubre |
| Macabi           | 1 - 0 | Barracas Central  | Atlanta           | 12 de octubre |
| Sportivo Palermo | 1 - 4 | Luz y Fuerza      | Concepción Arenal | 12 de octubre |

| Deportivo Riestra | 0 - 2 | Macabi           | Riestra y Lacarra | 19 de octubre |
| Barracas Central  | 3 - 3 | Sportivo Palermo | Olavarría y Luna  | 19 de octubre |
| Luz y Fuerza      | 1 - 1 | Brown de Adrogué | Luz y Fuerza      | 19 de octubre |

## Goleadores[9]
| Pos. | Jugador              | Jugador                 | Goles | Equipo               |
| ---- | -------------------- | ----------------------- | ----- | -------------------- |
| 1    | Bandera de Argentina | Roberto Condoleo        | 14    | Arsenal de Llavallol |
| 1    | Bandera de Argentina | Arturo Muiño            | 14    | Luz y Fuerza         |
| 2    | Bandera de Argentina | Abel Fermín Lombardi    | 13    | Brown de Adrogué     |
| 2    | Bandera de Argentina | Juan Carlos Noak        | 13    | Talleres (RE)        |
| 3    | Bandera de Argentina | Luciano Frattura        | 12    | Arsenal de Llavallol |
| 3    | Bandera de Argentina | Juan Pedro Harguinteguy | 12    | Barracas Central     |